# ここじゃない場所で
「ここじゃない場所で」（ここじゃないばしょで）は、宇浦冴香の3曲目の配信限定シングル。

## 内容
- 2009年第1弾作品は2008年に配信した「現在進行形」「Ending Song」に引き続き、自身が作詞を手がけた配信楽曲で3ヶ月連続リリースの最後で、ミニアルバム『DICE』先行楽曲。フリー雑誌「Music Freak Magazine」では、歌詞の一部から取った「Choose」を仮タイトルとしていたが[1]、現在のタイトルになった。

## 収録曲
1. ここじゃない場所で
作詞：宇浦冴香　作曲：岡本仁志　編曲：葉山たけし